# تعدد الزوجات في الجزائر
قد يتم التعاقد بشكل قانوني على الزواج من تعدد الزوجات في الجزائر، وقد يتزوج الرجل ما يصل إلى أربع زوجات. ومع ذلك، فإن التعديلات التي أدخلت مؤخراً على قانون الأسرة الجزائري زادت من صعوبة عقد مثل هذا الزواج وكانت التقارير المعَدَّة حول حالات تعدد الزوجات نادرة بشكل ملحوظ. تونس المجاورة تحظر تعدد الزوجات تمامًا.